# Aareal Bank
Aareal Bank AG er en tysk bank med hovedkvarter i Wiesbaden, Hessen. Den var indtil 2002 kendt som DePfa Deutsche Bau- und Boden Bank AG, samme år blev banken børsnoteret. Aareal Bank AG driver bankvirksomhed i 20 lande.